# Усть-Путила
Усть-Пути́ла — село в Україні, центр Усть-Путильської сільської громади Вижницького району Чернівецької області.
Село розташоване при впадінні річки Путилки у Черемош. Відоме з XVIII століття, як Межибрідки, а пізніше, як Устє-Путилів.
У селі розташована пам'ятка архітектури національного значення — церква св. Параскеви (1881 р.). У південній частині села розташована відома геологічна пам'ятка природи, скеля «Кам'яна Багачка». На південній околиці села розташована геологічна пам'ятка природи «Тарничка».

## Населення

### Мова
Розподіл населення за рідною мовою за даними перепису 2001 року:
| Мова       | Кількість | Відсоток |
| ---------- | --------- | -------- |
| українська | 622       | 99.84%   |
| російська  | 1         | 0.16%    |
| Усього     | 623       | 100%     |

## Відомі уродженці і жителі села
- Сумаряк Василина Олексіївна (08.01.1948) — народилась майстриня художнього ткацтва та писанкарства. Член Національної спілки майстрів народного мистецтва України (1998). Заслужений майстер народної творчості України (2006);
- Клименко Олег Олександрович (1951) — український військовик (полковник), історик, письменник, краєзнавець, кандидат історичних наук (2000). Член Національної спілки журналістів України (2004);
- Вільшина Остап — український поет, прозаїк, публіцист, літературний критик. Жив у селі в 1920 році.

## Галерея

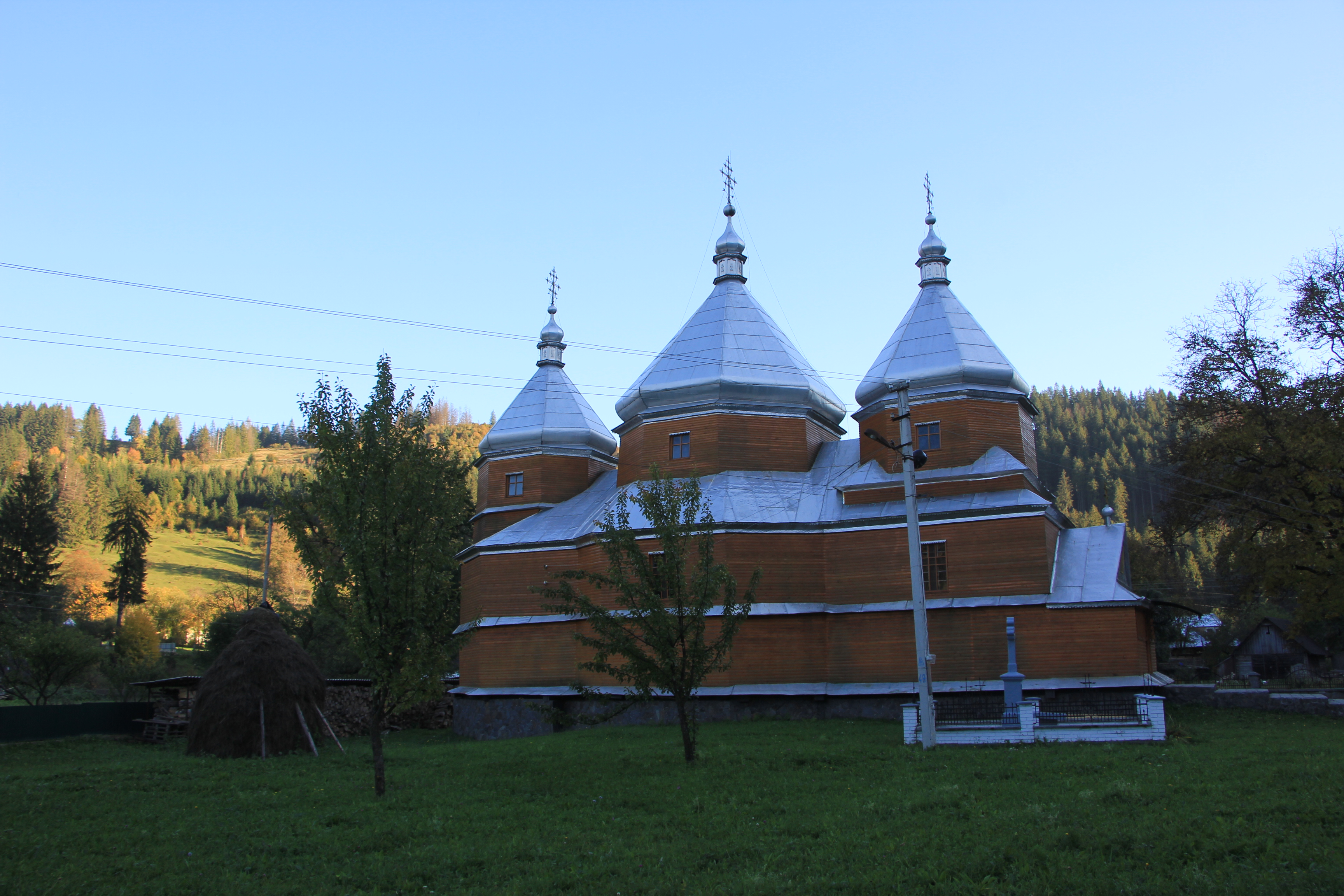
Дерев'яна церква Св. Параскеви 1881р.
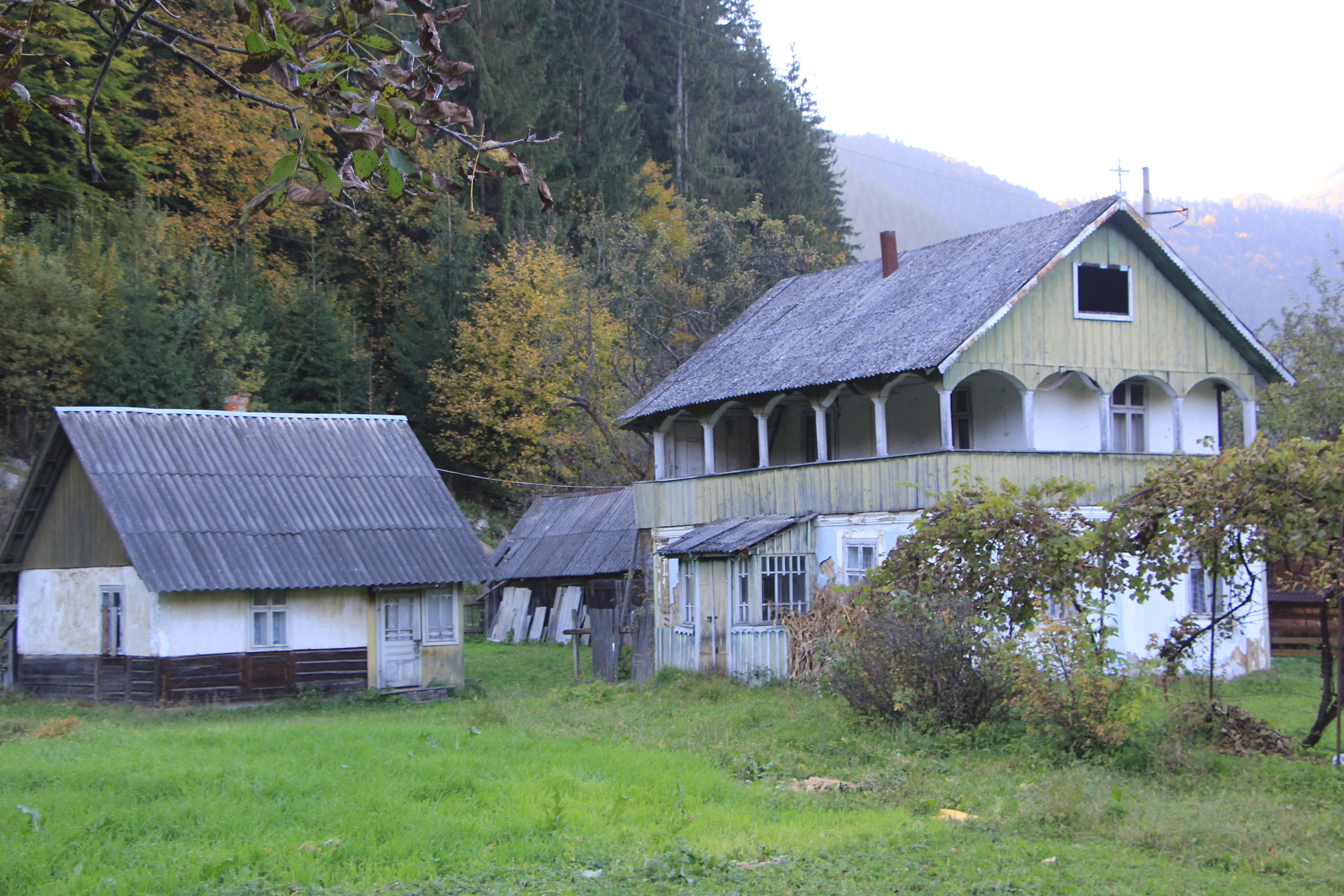
Стара дерев'яна хата
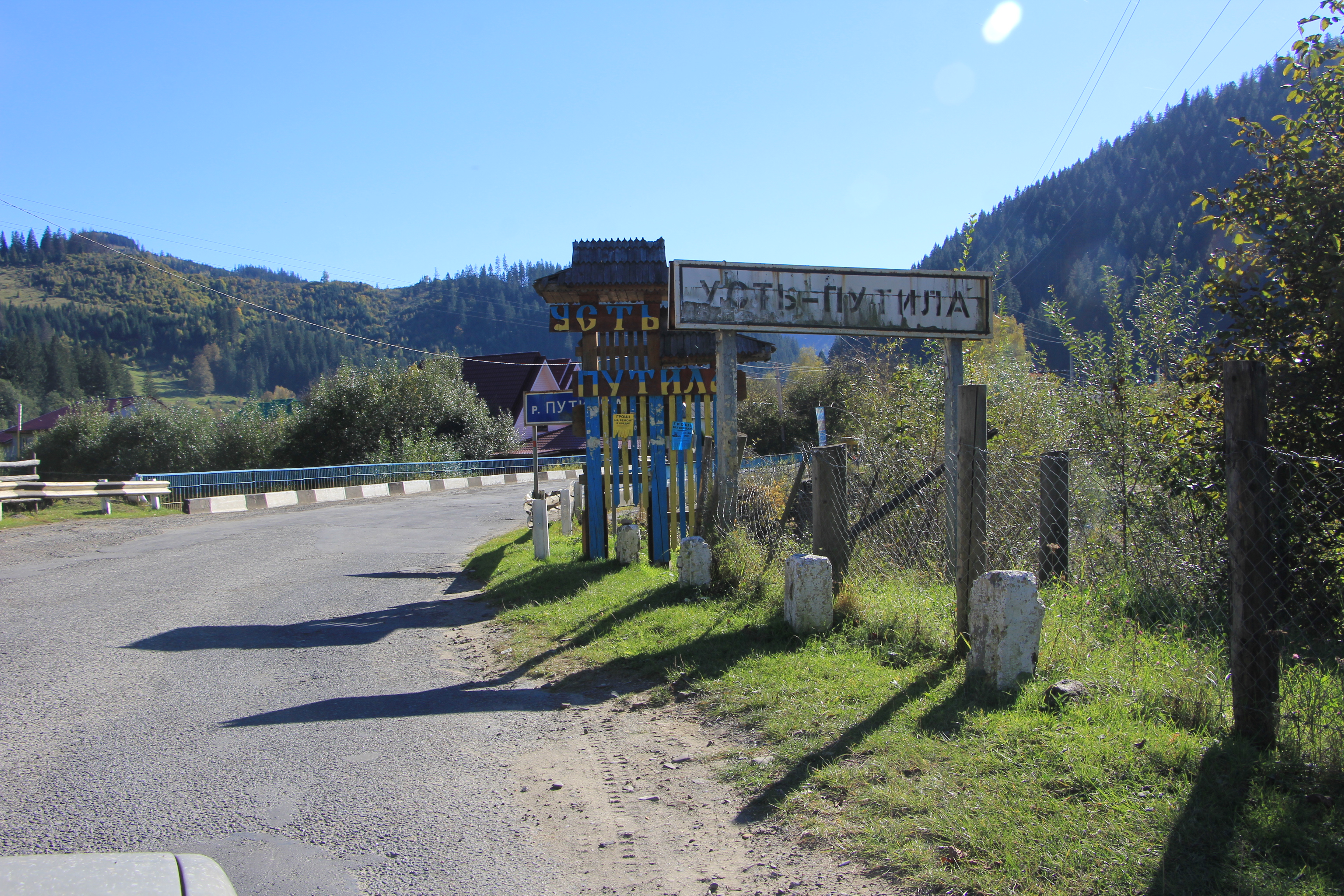
Знак при в'їзді в с. Усть-Путила
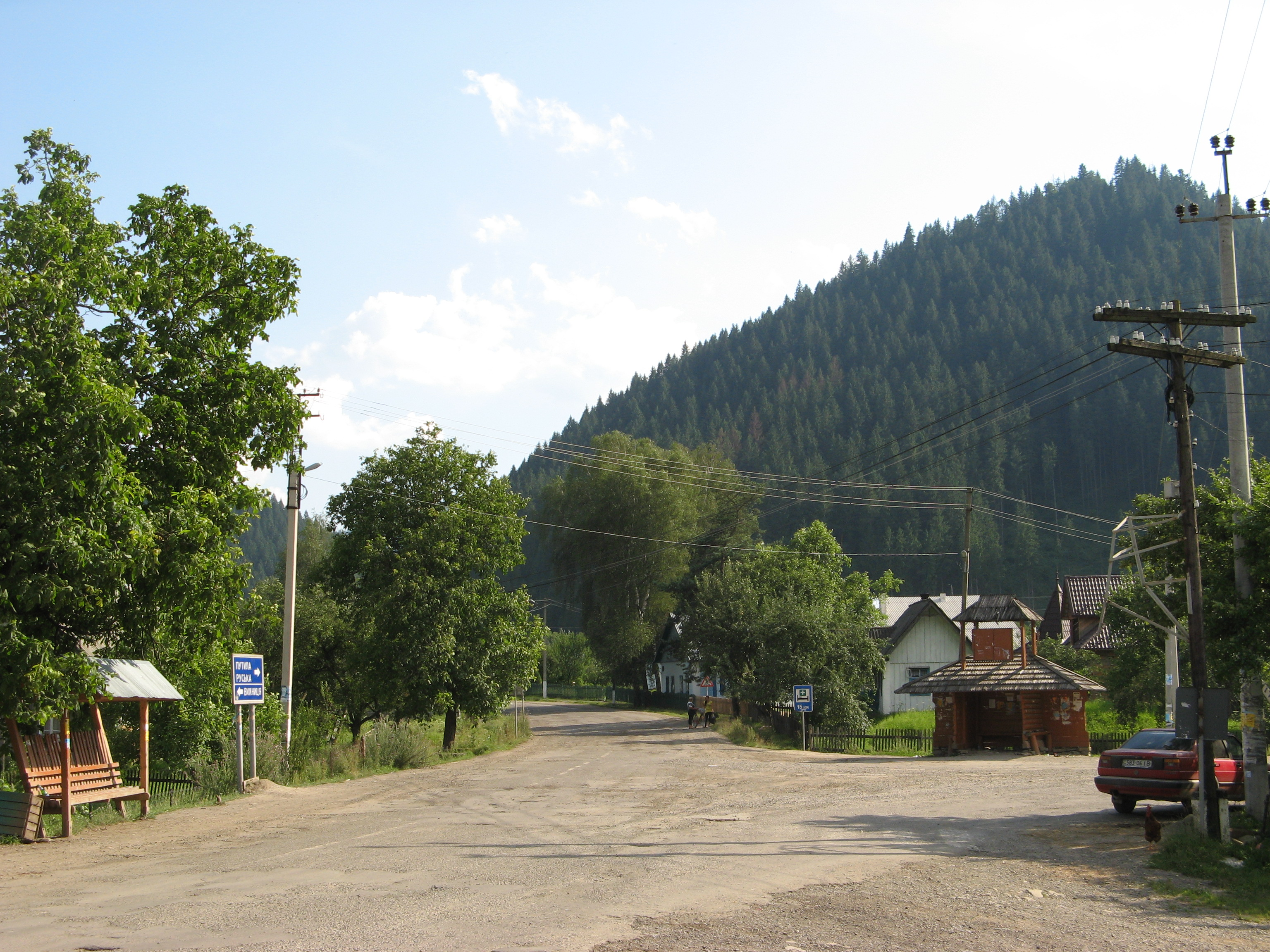